# Alfons de la Cerda

Persoonlijke wapen van Alfons de la Cerda

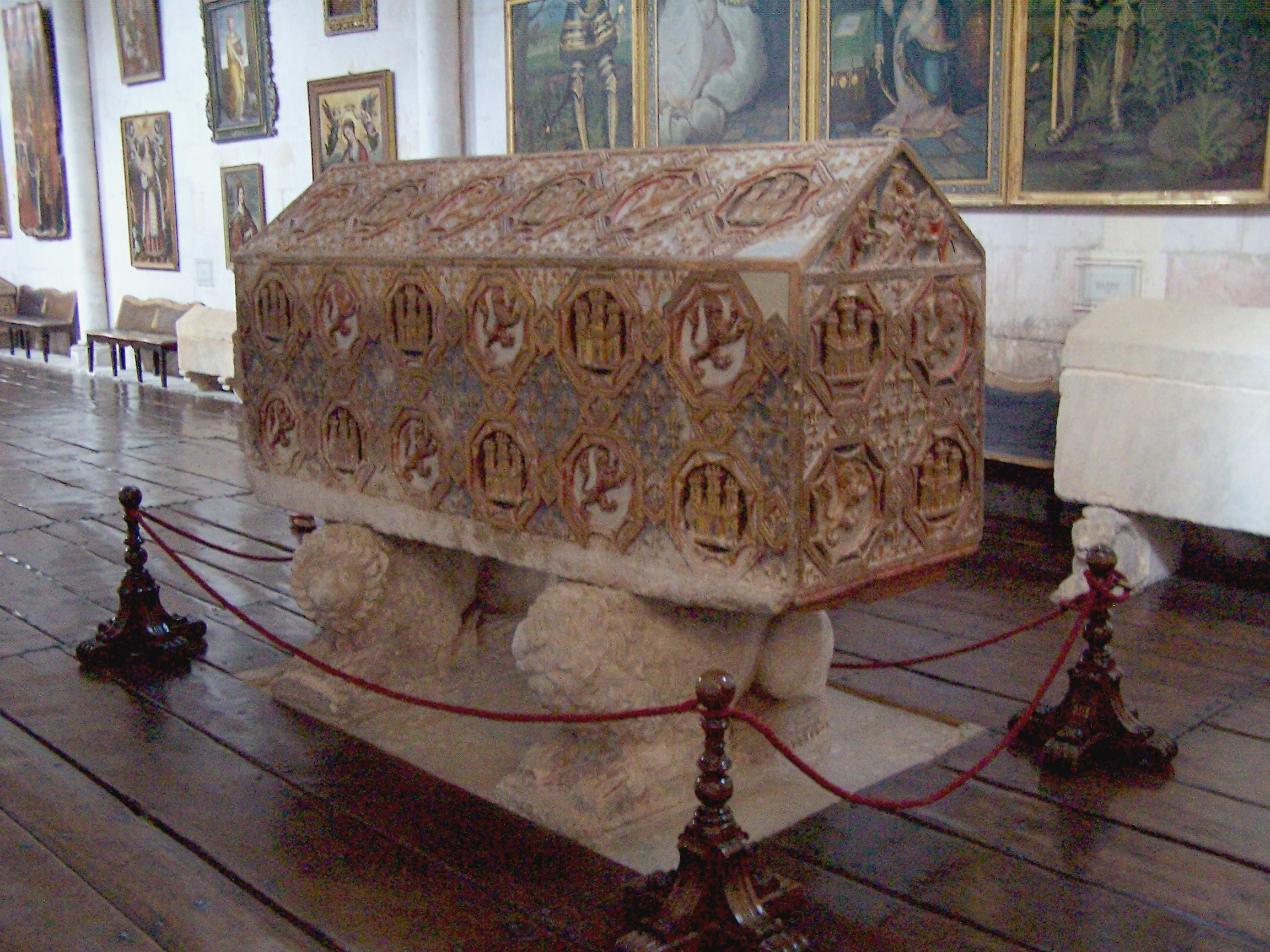
Graf van Alfons de la Cerda

Alfons de la Cerda (Valladolid, 1270 – Piedrahíta, 1324) was een Castiliaanse prins en rechtmatige troonopvolger voor de troon van Castilië.
Alfons was de oudste zoon van Ferdinand de la Cerda (1255-1275) en diens vrouw Blanche van Frankrijk (1253-1320). Hij kreeg de bijnaam El Desheredado, in het Nederlands De Onterfde. 
Toen zijn vader Ferdinand in 1275 stierf, werd Alfons de wettige troonopvolger. Na de dood van zijn grootvader, Alfons X van Castilië in 1284 kon Alfons op veertienjarige leeftijd aanspraak maken op de troon. Dit gebeurde echter niet want een andere zoon van Alfons X, Sancho IV, eigende zich de troon toe. 
Zijn grootmoeder Violante van Aragón nam Alfons vervolgens mee naar Aragón, samen met zijn jongere broer Ferdinand de la Cerda (1275-1322). Daar groeiden de broers samen op onder bescherming van koning Peter III van Aragón, die hen echter later gijzelde en gevangen zette op het kasteel van Játiva.
Dertien jaar lang leefden de jongens in gevangenschap, totdat Alfons III van Aragón hen ten slotte vrijliet. Alfons III liet Alfons de la Cerda vervolgens in Jaca kronen, en riep hem uit tot de wettige koning van Castilië en León. De kroonprins kreeg echter onvoldoende steun om zijn aanspraken op de troon waar te maken.
Toen Alfons III in 1304 vrede sloot met Sancho IV werden de broers gedwongen hun aanspraken op de troon van Castilië te laten varen. In ruil daarvoor kreeg Alfons de titel Heer van Alba, Béjar en Gibraleón. 
Alfons vertrok vervolgens naar Frankrijk waar koning Karel IV hem de titel van Baron van Lunel gaf, een plaats in de streek Languedoc-Roussillon.

## Nageslacht
In 1325 trouwde Alfons met Isabelle d'Antoing van Gent, met wie hij twee kinderen kreeg:
- Luis de la Cerda
- Alfons de la Cerda, vader van Carlos de la Cerda